# Johan Petter Roos (instrumentmakare)
Johan Petter Roos, död 27 november 1732 i Katarina församling, Stockholm, var en svensk instrumentmakare och orgelbyggare. Han hör till den nordtyska traditionen inom klavermakeri. Han är den första svenska instrumentmakaren som bara byggde klaver.

## Biografi
Johan Petter Roos säger sig själv under barndomen lärt instrumentmakeri. Han var 1725 gesäll hos Johan Niclas Cahman i Stockholm och hjälpte honom vid reparationen av orgel i Vika kyrka i Dalarna. 1726 var han instrumentmakare och bodde i Katarina församling på Södermalm i Stockholm. Han fick privilegium den 16 oktober 1727 att bygga klavikord, cembalo, klaver, spinetter med mera. Han avled den 27 november 1732 i Katarina församling i Stockholm. Efter Roos död värderades instrumenten och verktygen av snickarmästarna Gustaf Berg och Fredrik Ekstein till ett värde av 134 daler kopparmynt.
1730 bodde familjen på kvarter Laxen nummer 89 i Maria Magdalena församling i Stockholm.

### Familj
Roos gifte sig före 1727 med Maria Lundeén. De fick tillsammans barnen Maria Elisabet (född 1727), Johan Fredrik (född 1729) och Petter Reinhold (född 1731). Efter Roos död blev änkans svåger gästgivaren Christoffer Kardt på Grådö i Hedemora socken och hennes bror tröjvävargesällen Anders Lundeén förmyndare för barnen.

## Medarbetare
- Philip Jacob Specken var gesäll hos Roos.[3]

## Instrument

### Klavikord
| År           | Bild | Omfång | Klaverstämpel | Kortal | Oktavbredd | Vågbalk | Bakre tangentstyrning | Ådring  | Övrigt |
| ------------ | ---- | ------ | ------------- | ------ | ---------- | ------- | --------------------- | ------- | --- |
| 1726         |      | G1-c3  | Lilja         | 2      | 163        | 2       | Fena av mässing       | Par./25 | Den är 152,4 cm lång och 44,5 cm bred. Den ägs idag av Jakobstads museum. Signerad: Johan Petter Roos Stockholm 1726. Klavikordets första ägare var Maria Magdalena Tornérhielm. |
| 1731         |      | C-d3   | Krans         | 2      | 164        | 2       | Fena av mässing       | Par.    | Den är 151,1 cm lång och 41,4 cm bred. Den ägs idag av Kulturen, Lund. Signerad: Johan Petter Roos fecit Holmiae 1731.                                                           |
| Omkring 1730 |      | C-d3   | Lilja i krans | 2      | 165        | 2       | Fena av mässing       | Par./20 | Den är 151,5 cm lång och 42,2 cm bred. Den ägs idag av Köpings museum. |

### Orgel
| År   | Ursprunglig kyrka | Stift    | Bild | Manualer | Pedal | Stämmor | Bevarad orgel/fasad | Övrigt |
| ---- | ----------------- | -------- | ---- | -------- | ----- | ------- | ------------------- | --- |
| 1725 | Vika kyrka        | Västerås |      |          |       | 5       |                     | 1614 byggde Paul Müller en orgel med 5 stämmor. Den reparerades 1725 av Johan Petter Roos och 1733 av Daniel Stråhle. En ny orgel byggdes 1769 av Mattias Swahlberg den yngre. |